# ياسين معوش
ياسين معوش (مواليد 23 يوليو 1997)، هو لاعب كرة قدم جزائري – فرنسي، يلعب في مركز لاعب وسط لصالح نادي إتويل كاروغ السويسري.

## المسيرة المهنية
بعد أول موسم واعد له مع نادي سيرفيت في دوري التحدي السويسري، وقع ياسين معوش أول عقد احترافي له مع نادي زيورخ في 6 يوليو 2017. في 10 أغسطس 2017، خاض أول مباراة احترافية له مع نادي زيورخ في مباراة بدوري السوبر السويسري؛ والتي فاز فيها النادي بنتيجة 2-0 على نادي سيون. في 16 فبراير 2021، وقع مع نادي شافهاوزن.

## الحياة الشخصية
ولد ياسين معوش في فرنسا لوالدين جزائريين. في 6 يناير 2003، نظرا لتجنيس والديه، حصل على الجنسية الفرنسية.
شقيقه محمد لبيب معوش هو أيضًا لاعب كرة قدم محترف.